# سد الاندسکولوف
سد الاندسکولوف (به لاتین: Elandskloof Dam) یک سد در آفریقای جنوبی است که در Villiersdorp, Western Cape واقع شده‌است.